# Blok.pl
Pour plus de détails, voir Fiche technique et Distribution.
Blok.pl est une comédie polonaise, la première œuvre de Marek Bukowski (pl), tournée en juin 2000.
Le film a été tourné à Varsovie, Kazuń Nowy et Nowy Dwór Mazowiecki pendant 17 jours.

## Synopsis
Une grande cité, un grand immeuble et ses étranges habitants. Arkadiusz Kowalski, « l'enfant millionnaire du socialisme », est vendeur. Henryk est propriétaire d'un bar de quartier et admirateur de l'Union européenne. Sa fille, Ewa, travaille à la poste et s'apprête à épouser Marek, toxicomane comme elle. Il y a aussi la blonde Zosia, qui veut devenir mannequin mais qui est amoureuse de Romek, un sportif, et Barbara avec sa famille de caoutchoucs, La belle Iza, objet du regard lubrique de Romek, et l'informaticien Grzegorz, fasciné par le monde virtuel.
Tous se sont arrêtés en plein milieu, végétant en suspension. Ils sont coincés dans un monde qu'ils ne comprennent pas. Ils se sentent exclus. Ils s'entourent de gadgets censés colorer leur quotidien gris. Ils recherchent le contact avec les autres de manière primitive, infantile et parfois déviante. Tous les personnages sont unis par une lente évolution vers l'autodestruction, et entre-temps, à la suite des exploits maniaques de l'un des résidents, le désastre prend une tournure très concrète.

## Fiche technique
- Titre : Blok.pl
- Réalisation : Marek Bukowski
- Scénario : Marek Bukowski, Ewa Bukowska
- Musique : Rafał Paczkowski
- Son : Jacek Kuśmierczyk
- Photographie : Piotr Trela
- Montage : Jarosław Barzan
- Pays :  Pologne
- Langue : polonais
- Format : Noir et blanc
- Genre : Comédie
- Durée : 82 minutes
- Dates de sortie :
  -  Pologne : 18 mai 2001

## Distribution
- Paweł Królikowski : Arkadiusz Kowalski
- Jerzy Łapiński : Henryk
- Sylwia Bojarska : Barbara
- January Brunov : Roman
- Grzegorz Łypaczewski : l'informaticien Grzegorz
- Sandra Samos : Zosia
- Grzegorz Artman : Marek
- Maciej Kozłowski : Bałagan
- Magdalena Stużyńska : fille sur un vélo
- Ewa Bukowska : Ewa
- Krzysztof Bień : policier
- Michał Szefer : policier
- Mariusz Rzepecki
- Piotr Rybka
- Konrad Matyja : serveur
- Olga Miłaszewska : invitée de mariage
- Jacek Traut
- Maria Służyńska : fille sur un vélo
- Daniela Skorupska : femme avec un sac à main
- Adam Gołaszewski : homme avec une scie
- Marcin Bukowski : Batman
- Daniel Białoskórski : détective
- Janusz Borkowski : serveur
- Andrzej Pośniak : géomètre-topographe
- Beata Kuroczycka : femme dans une voiture
- Joanna Kasperska : mère d'Ewa
- Danuta Janukowicz : mère de Zosia
- Waldemar Walisiak : père de Marek
- Katarzyna Gajdarska
- Ilja Zmiejew : géomètre-topographe
- Jarosław Woźniak : photographe
- Karol Siedlecki
- Patryk Kołodziejczyk
- Damian Kołodziejczyk
- Marcin Kopczyński
- Żaklina Nalewajek
- Karol Dziumak
- Aleksandra Stawińska
- Jagoda Piątkowska
- Sylwester Łączykowski
- Paulina Łączykowska
- Kamila Hutny
- Dominika Szczęsna
- Wojciech Witkowski
- Robert Wyględowski : cuisinier
- Maria Banaszek
- Stanisław Gierczak
- Bożena Jóźwik
- Alicja Zakrzewska
- Jan Sawlun
- Dagmara Domańska
- Halina Kocoń
- Alina Możdżyńska
- Irena Chylicka
- Stanisław Kozak
- Izabella Kulawik
- Bogdan Kulawik
- Leon Bladowski
- Jerzy Dryja
- Marian Zaniewski
- Tadeusz Jarzyna
- Janina Jarzyna
- Barbara Banasiak
- Piotr Woromowicz
- Ewa Kowalska
- Janina Szczepanik
- Krzysztof Szymkowiak
- Agata Załęcka
- Konrad Rakowski
- Ryszard Sławiński : invité de mariage
- Patryk Fudali

## Récompenses et distinctions
En 2001, le film est nommé au prix des lions d'or du Festival du film polonais de Gdynia,,.